# Serreta negra
Serreta negra este o arie protejată (arie specială de conservare — SAC, sit de importanță comunitară — SCI) din Spania întinsă pe o suprafață de 14.062,6 ha, integral pe uscat.

## Localizare
Centrul sitului Serreta negra este situat la coordonatele 41°23′50″N 0°01′52″E / 41.3971°N 0.031235°E.

## Înființare
Situl Serreta negra a fost declarat sit de importanță comunitară în aprilie 1999 pentru a proteja 1 specie de plante și 5 specii de animale. Situl a fost protejat și ca arie specială de conservare în februarie 2021.

## Biodiversitate
Situată în ecoregiunea mediteraneană, aria protejată conține 9 habitate naturale: Matorral arborescenți cu Juniperus spp., Lande oro-mediteraneene cu formațiuni endemice de grozamă, Pseudostepă cu ierburi și specii anuale de Thero-Brachypodietea, Galerii și tufărișuri riverane sudice (Nerio-Tamaricetea și Securinegion tinctoriae), Tufărișuri halo-nitrofile (Pegano-Salsoletea), Păduri de pin mediteraneene cu pini mezogeni endemici, Vegetație gipsofilă iberică (Gypsophiletalia), Râuri mediteraneene cu debit permanent și vegetație de Glaucium flavum, Stepe sărăturate mediteraneene (Limonietalia).
La baza desemnării sitului se află mai multe specii protejate:
- plante (1): Boleum asperum
- mamifere (1): liliac cărămiziu (Myotis emarginatus)
- pești (2): Cobitis paludica, Parachondrostoma miegii
- reptile (2): țestoasa de baltă (Emys orbicularis), Mauremys leprosa

Pe lângă speciile protejate, pe teritoriul sitului au mai fost identificate 25 de specii de plante, 22 de specii de păsări, 4 specii de amfibieni, 2 specii de mamifere, 1 specie de pești, 2 specii de reptile.